# Lijst van Surinaamse kampioenen badminton
De Surinaamse Nationale Kampioenschappen Badminton worden jaarlijks georganiseerd door de Surinaamse Badminton Bond (SBB) het overkoepelende sportorgaan voor badminton in Suriname. Het toernooi maakt deel uit van het Nationale Badminton Circuit van Suriname en vanwege het open karakter, waarbij de beste spelers van het land gekroond worden, ook wel de Individuele Open Kampioenschappen van Suriname genoemd.
De eerste editie van het NK toernooi in Suriname vond plaats 1966. Hierna werd het vervolgens elk jaar gehouden behalve in de jaren 1971, 1986, 1989, 2002, 2007 en 2020 toen om diverse organisatorische redenen geen Nationale Kampioenschappen plaatsvonden. Sinds 2000 werd het NK opgedeeld in twee categorieën te weten de A Klasse voor de sterkste elite spelers en de B Klasse voor de meer recreatieve spelers. Ook organiseert de SBB jaarlijks de Nationale Junioren Badminton Kampioenschappen van Suriname. En in het verleden waren er ook de jaarlijkse Surinaamse Badminton Clubkampioenschappen voor teams van de lid verenigingen.

## Nationale Kampioenen Badminton van Suriname A-Klasse
| Jaar | No.                                                                | Heren Enkel                                                        | Dames Enkel                                                        | Heren Dubbel                                                       | Dames Dubbel                                                       | Gemengd Dubbel                                                     |
| ---- | ------------------------------------------------------------------ | ------------------------------------------------------------------ | ------------------------------------------------------------------ | ------------------------------------------------------------------ | ------------------------------------------------------------------ | ------------------------------------------------------------------ |
| 1966 | 1                                                                  | Romeo Ebeciljo Caster                                              | Lilian Bendter                                                     | Romeo Ebeciljo Caster Karel Bueno de Mesquita                      | Jacqueline Zwennicker Julia Gefferie                               | Romeo Ebeciljo Caster Lilian Bendter                               |
| 1967 | 2                                                                  | Joseph Krieger                                                     | Annemarie Arias                                                    | Edmund Bleau Lud Nijman                                            | Jacqueline Zwennicker Julia Gefferie                               | Edmund Bleau Jacqueline Zwennicker                                 |
| 1968 | 3                                                                  | Romeo Ebeciljo Caster                                              | Lilian Bendter                                                     | Romeo Ebeciljo Caster Theo Bueno de Mesquita                       | Maria Ho Eline Chin Yun                                            | Romeo Ebeciljo Caster Lilian Bendter                               |
| 1969 | 4                                                                  | Romeo Ebeciljo Caster                                              | Cornelly da Silva                                                  | Romeo Ebeciljo Caster Theo Bueno de Mesquita                       | Cornelly da Silva Johanna Asin                                     | Walter Illes Hildegard Illes                                       |
| 1970 | 5                                                                  | Romeo Ebeciljo Caster                                              | Cornelly da Silva                                                  | Romeo Ebeciljo Caster Theo Bueno de Mesquita                       | Maria Ho Ingrid Kong                                               | Raymond Sjauw Mook Eline Chin Yun                                  |
| 1971 | Nationale Kampioenschappen niet gehouden                           | Nationale Kampioenschappen niet gehouden                           | Nationale Kampioenschappen niet gehouden                           | Nationale Kampioenschappen niet gehouden                           | Nationale Kampioenschappen niet gehouden                           | Nationale Kampioenschappen niet gehouden                           |
| 1972 | 6                                                                  | Walther Illes                                                      | Annemarie Hensen-Arias                                             | Roel Sjauw Mook Reginald Chin Jong                                 | Lilian Bendter Cornelly da Silva                                   | Walther Illes Annemarie Hensen-Arias                               |
| 1973 | 7                                                                  | Romeo Ebeciljo Caster                                              | Cornelly da Silva                                                  | Roel Sjauw Mook Otmar Arti Kersout                                 | Lilian Bendter Cornelly da Silva                                   | Romeo Ebeciljo Caster Lilian Bendter                               |
| 1974 | 8                                                                  | Walther Illes                                                      | Cornelly da Silva                                                  | Raymond Sjauw Mook Emanuel Sjauw Mook                              | Loes Jong A Pin Sandra Apon                                        | Walther Illes Jenny Willemsz                                       |
| 1975 | 9                                                                  | Romeo Ebeciljo Caster                                              | Sonja Leckie                                                       | Raymond Sjauw Mook Roel Sjauw Mook                                 | Sonja Leckie Joyce Henning                                         | Romeo Ebeciljo Caster Sonja Leckie                                 |
| 1976 | 10                                                                 | Romeo Ebeciljo Caster                                              | Sonja Leckie                                                       | Roel Sjauw Mook Otmar "Arti" Kersout                               | Loes Jong A Pin Kathleen Burke                                     | Raymond Sjauw Mook Diana Uiterloo                                  |
| 1977 | 11                                                                 | Romeo Ebeciljo Caster                                              | Sonja Leckie                                                       | Raymond Sjauw Mook Emanuel Sjauw Mook                              | Sonja Leckie Diana Uiterloo                                        | Reginald Chin Jong Diana Uiterloo                                  |
| 1978 | 12                                                                 | Otmar "Arti" Kersout                                               | Sonja Leckie                                                       | Roel Sjauw Mook Otmar "Arti" Kersout                               | Sonja Leckie Diana Uiterloo                                        | Otmar Arti Kersout Sonja Leckie                                    |
| 1979 | 13                                                                 | Mike van Daal                                                      | Sonja Leckie                                                       |                                                                    |                                                                    |                                                                    |
| 1980 | 14                                                                 | Mike van Daal                                                      | Cornelly Emanuelson - da Silva                                     |                                                                    |                                                                    |                                                                    |
| 1981 | 15                                                                 | Mike van Daal                                                      | Sonja Leckie                                                       |                                                                    |                                                                    | Mike van Daal Henriette Blokland                                   |
| 1982 | 16                                                                 | Mike van Daal                                                      | Olivia Wijntuin                                                    |                                                                    |                                                                    | Mike van Daal Henriette Blokland                                   |
| 1983 | 17                                                                 | Mike van Daal                                                      | Olivia Wijntuin                                                    | Mike van Daal Clyde van Daal                                       | Olivia Wijntuin Diana Uiterloo                                     | Mike van Daal Henriette Blokland                                   |
| 1984 | 18                                                                 | Mike van Daal                                                      | Olivia Wijntuin                                                    | Mike van Daal Clyde van Daal                                       | Rinia Haynes Sherida Ramzan                                        | Mike van Daal Henriette Blokland                                   |
| 1985 | 19                                                                 | Mike van Daal                                                      | Ivy Wongsodimedjo                                                  | Mike van Daal Clyde van Daal                                       | Tania Spreeuw Sherida Ramzan                                       | Mike van Daal Mireille Pawironadi                                  |
| 1986 | Nationale Kampioenschappen niet gehouden                           | Nationale Kampioenschappen niet gehouden                           | Nationale Kampioenschappen niet gehouden                           | Nationale Kampioenschappen niet gehouden                           | Nationale Kampioenschappen niet gehouden                           | Nationale Kampioenschappen niet gehouden                           |
| 1987 | 20                                                                 | Hedwig "Plu" de la Fuente                                          |                                                                    |                                                                    | Rinia Haynes                                                       | Johnny Wagiso                                                      |
| 1988 | 21                                                                 | Hedwig de la Fuente                                                | Yu Nilen Shoh Chung                                                | Roel Sjauw Mook Otmar "Arti" Kersout                               | Loes Sjauw Mook Yu Nilen Shoh Chung                                | Reginald Chin Jong Yu Nilen Shoh Chung                             |
| 1989 | Nationale Kampioenschappen niet gehouden                           | Nationale Kampioenschappen niet gehouden                           | Nationale Kampioenschappen niet gehouden                           | Nationale Kampioenschappen niet gehouden                           | Nationale Kampioenschappen niet gehouden                           | Nationale Kampioenschappen niet gehouden                           |
| 1990 | 22                                                                 | Hedwig "Plu" de la Fuente                                          | Rinia Haynes                                                       | Roel Sjauw Mook Emanuel Sjauw Mook                                 | Diana Adams Anne Top-Watkin                                        | Clyde van Daal Irene Haynes                                        |
| 1991 | 23                                                                 | Oscar Brandon                                                      | Rinia Haynes                                                       | Oscar Brandon Hedwig "Plu" de la Fuente                            | Rinia Haynes Irene Haynes                                          | Oscar Brandon Rinia Haynes                                         |
| 1992 | 24                                                                 | Mike van Daal                                                      | Rinia Haynes                                                       | Mike van Daal Clyde van Daal                                       | Damesdubbel niet gehouden                                          | Mike van Daal Tania Spreeuw                                        |
| 1993 | 25                                                                 | Oscar Brandon                                                      | Dames Enkel onderdeel niet gehouden                                |                                                                    |                                                                    | Oscar Brandon                                                      |
| 1994 | 26                                                                 | Oscar Brandon                                                      | Rinia Haynes                                                       | Oscar Brandon                                                      |                                                                    | Oscar Brandon                                                      |
| 1995 | 27                                                                 | Oscar Brandon                                                      | Rinia Haynes                                                       | Oscar Brandon                                                      |                                                                    | Oscar Brandon Nathalie Haynes                                      |
| 1996 | 28                                                                 | Oscar Brandon                                                      | Rinia Haynes                                                       | Oscar Brandon                                                      | Nathalie Haynes                                                    | Oscar Brandon                                                      |
| 1997 | 29                                                                 | Oscar Brandon                                                      | Nathalie Haynes                                                    | Oscar Brandon Derrick Stjeward                                     |                                                                    | Oscar Brandon Nathalie Haynes                                      |
| 1998 | 30                                                                 | Oscar Brandon                                                      | Nathalie Haynes                                                    | Oscar Brandon Derrick Stjeward                                     | Nathalie Haynes Irene Haynes                                       | Oscar Brandon Nathalie Haynes                                      |
| 1999 | 31                                                                 | Oscar Brandon                                                      | Carolyn Davids                                                     | Oscar Brandon Derrick Stjeward                                     | Carolyn Davids Danielle Melchiot                                   | Oscar Brandon Irene Haynes                                         |
| 2000 | 32                                                                 | Oscar Brandon                                                      | Carolyn Davids                                                     | Mitchel Wongsodikromo Virgil Soeroredjo                            | Nathalie Haynes Danielle Melchiot                                  | Virgil Soeroredjo Nathalie Haynes                                  |
| 2001 | 33                                                                 | Oscar Brandon                                                      | Carolyn Davids                                                     | Oscar Brandon Redon Coulor                                         | Carolyn Davids Sherita Breidel                                     | Oscar Brandon Nathalie Haynes                                      |
| 2002 | Nationale Kampioenschappen niet gehouden                           | Nationale Kampioenschappen niet gehouden                           | Nationale Kampioenschappen niet gehouden                           | Nationale Kampioenschappen niet gehouden                           | Nationale Kampioenschappen niet gehouden                           | Nationale Kampioenschappen niet gehouden                           |
| 2003 | 34                                                                 | Mitchel Wongsodikromo                                              | Carolyn Davids                                                     | Mitchel Wongsodikromo Virgil Soeroredjo                            | Carolyn Davids Stephanie Jadi                                      | Mitchel Wongsodikromo Carolyn Davids                               |
| 2004 | 35                                                                 | Virgil Soeroredjo                                                  | Carolyn Davids                                                     | Mitchel Wongsodikromo Virgil Soeroredjo                            |                                                                    | Mitchel Wongsodikromo Carolyn Davids                               |
| 2005 | 36                                                                 | Mitchel Wongsodikromo                                              | Carolyn Davids                                                     | Derrick Stjeward Virgil Soeroredjo                                 | Carolyn Davids Jill Sjauw Mook                                     | Mitchel Wongsodikromo Carolyn Davids                               |
| 2006 | 37                                                                 | Virgil Soeroredjo                                                  | Dames Enkel onderdeel niet gehouden                                | Mitchel Wongsodikromo Virgil Soeroredjo                            | Nathalie Haynes Sefanja Esajas                                     | Virgil Soeroredjo Stephanie Jadi                                   |
| 2007 | Nationale Kampioenschappen niet gehouden                           | Nationale Kampioenschappen niet gehouden                           | Nationale Kampioenschappen niet gehouden                           | Nationale Kampioenschappen niet gehouden                           | Nationale Kampioenschappen niet gehouden                           | Nationale Kampioenschappen niet gehouden                           |
| 2008 | 38                                                                 | Virgil Soeroredjo                                                  | Danielle Melchiot                                                  | Mitchel Wongsodikromo Virgil Soeroredjo                            | Irene Haynes Nathalie Haynes                                       | Mitchel Wongsodikromo Nathalie Haynes                              |
| 2009 | 39                                                                 | Mitchel Wongsodikromo                                              | Crystal Leefmans                                                   | Oscar Brandon Mitchel Wongsodikromo                                | Crystal Leefmans Quennie Pawirosemito                              | Mitchel Wongsodikromo Nathalie Haynes                              |
| 2010 | 40                                                                 | Mitchel Wongsodikromo                                              | Crystal Leefmans                                                   | Mitchel Wongsodikromo Redon Coulor                                 |                                                                    | Dylan Darmohoetomo Crystal Leefmans                                |
| 2011 | 41                                                                 | Virgil Soeroredjo                                                  | Danielle Melchiot                                                  | Virgil Soeroredjo Mitchel Wongsodikromo                            | Rugshaar Ishaak Santusha Ramzan                                    | Virgil Soeroredjo Priscille Tjitrodipo                             |
| 2012 | 42                                                                 | Mitchel Wongsodikromo                                              | Crystal Leefmans                                                   | Mitchel Wongsodikromo Redon Coulor                                 | Crystal Leefmans Priscille Tjitrodipo                              | Mitchel Wongsodikromo Crystal Leefmans                             |
| 2013 | 43                                                                 | Virgil Soeroredjo                                                  | Danielle Melchiot                                                  | Sören Opti Virgil Soeroredjo                                       | Stephanie Jadi Danielle Melchiot                                   | Oscar Brandon Stephanie Jadi                                       |
| 2014 | 44                                                                 | Virgil Soeroredjo                                                  | Crystal Leefmans                                                   | Redon Coulor Irfan Djabar                                          | Crystal Leefmans Priscille Tjitrodipo                              | Mitchel Wongsodikromo Crystal Leefmans                             |
| 2015 | 45                                                                 | Dylan Darmohoetomo                                                 | Crystal Leefmans                                                   | Dylan Darmohoetomo Gilmar Jones                                    | Crystal Leefmans Shemara Lindveld                                  | Dylan Darmohoetomo Jill Sjauw Mook                                 |
| 2016 | 46                                                                 | Sören Opti                                                         | Santusha Ramzan                                                    | Sören Opti Irfan Djabar                                            | Caroline Jameson Sherifa Jameson                                   | Mitchel Wongsodikromo Santusha Ramzan                              |
| 2017 | 47                                                                 | Sören Opti                                                         | Santusha Ramzan                                                    | Gilmar Jones Dylan Darmohoetomo                                    | Crystal Leefmans Priscille Tjitrodipo                              | Gilmar Jones Priscille Tjitrodipo                                  |
| 2018 | 48                                                                 | Sören Opti                                                         | Jill Sjauw Mook                                                    | Sören Opti Oscar Brandon                                           | Crystal Leefmans Priscille Tjitrodipo                              | Gilmar Jones Rugshaar Ishaak                                       |
| 2019 | 49                                                                 | Sören Opti                                                         | Imani Mangroe                                                      | Mitchel Wongsodikromo Danny Chen                                   | Imani Mangroe Chaista Soemodipoero                                 | Gilmar Jones Anjali Paragsingh                                     |
| 2020 | Nationale Kampioenschappen niet gehouden vanwege Covid-19 pandemie | Nationale Kampioenschappen niet gehouden vanwege Covid-19 pandemie | Nationale Kampioenschappen niet gehouden vanwege Covid-19 pandemie | Nationale Kampioenschappen niet gehouden vanwege Covid-19 pandemie | Nationale Kampioenschappen niet gehouden vanwege Covid-19 pandemie | Nationale Kampioenschappen niet gehouden vanwege Covid-19 pandemie |
| 2021 | Nationale Kampioenschappen niet gehouden vanwege Covid-19 pandemie | Nationale Kampioenschappen niet gehouden vanwege Covid-19 pandemie | Nationale Kampioenschappen niet gehouden vanwege Covid-19 pandemie | Nationale Kampioenschappen niet gehouden vanwege Covid-19 pandemie | Nationale Kampioenschappen niet gehouden vanwege Covid-19 pandemie | Nationale Kampioenschappen niet gehouden vanwege Covid-19 pandemie |
| 2022 | 50                                                                 | Sören Opti                                                         | Chan Chan Yang                                                     | Rivano Bisphan Dylan Darmohoetomo                                  | Crystal Leefmans Kayleigh Moenne                                   | Gilmar Jones Chan Chan Yang                                        |
| 2023 | 51                                                                 | Sören Opti                                                         | Dames Enkel onderdeel niet gehouden                                | Sören Opti Mitchel Wongsodikromo                                   | Faith Sariman Sion Zeegelaar                                       | Rivano Bisphan Chan Chan Yang                                      |
| 2024 | 52                                                                 | Sören Opti                                                         | Dames Enkel onderdeel niet gehouden                                | Sören Opti Mitchel Wongsodikromo                                   | Crystal Leefmans Chan Chan Yang                                    | Rivano Bisphan Sion Zeegelaar                                      |

## Externe bronnen
- https://www.dbnl.org/tekst/stut004eers01_01/stut004eers01_01.pdf